# 坂道上的阿波羅
《坂道上的阿波羅》（日语：坂道のアポロン）是日本漫畫家小玉由起所創作的日本漫畫作品。於《月刊flowers》（小學館）2007年11月號至2012年3月號連載完結，共出版單行本9冊及番外篇1冊，是作者首次超過一冊的長期連載作品。番外集為後日談。2009年獲得「這本漫畫真厲害！」女生篇第一名後引起注目，之後在第57回小学馆漫画赏一般向部門拿下獎項。作者於2010年5月號至7月號之間因生產而告休載。
2011年12月發表電視動畫化的消息，並於2012年4月開始放映。
真人電影2018年3月10日於日本上映。

## 故事簡介
時常轉學、交不到真心朋友的西見薰轉學到九州後，意外認識了經常打架、人人畏懼的川渕千太郎，並與他成為朋友，開始接觸爵士樂，隨着與迎律子、百合香、淳一等人的相識，一段友情與多角戀交織的青春音樂物語即將展開......

## 出場人物

### 主要人物
西見薰（聲：木村良平、古木望（少年期））
本作主角。高中一年級。由於父親（聲：寺杣昌紀）職業的關係，從小時候就不斷轉校。成績優秀但是不擅長與別人交際。當感到壓力極大時便會感到不適，甚至會嘔吐，要到天台才能冷靜下來。
寄住在伯父的家裡，經常被表姐妹和伯母挖苦，過着委屈的生活。
為律子純潔的笑容所治癒，因而墜入了愛河。千太郎以「少爺」稱呼他。
在演奏中負責鋼琴。
漫畫版中千太郎失蹤後本想將所有爵士樂黑膠唱片燒毀，卻燒剩一片，那唱片中的歌令薰愛上爵士樂，也象徵他和千太郎的友誼。動畫版完全沒有燒唱片的情節。
川渕千太郎（聲：細谷佳正）
大塊頭野蠻的少年。高中一年級。有豪爽且不拘常禮的性格，臂力很強，在學校中「惡名昭彰」，不少同學也害怕他。但卻是一個開朗、懂得照顧別人並有正義感的人。
日美混血兒，天主教徒，脖子上戴着的玫瑰念珠是母親的遺物。日本人的母親將千太郎拋棄後消失，由叔父夫婦收養。與律子是青梅竹馬。
喜歡百合香，可是百合香只把千太郎單純當作後輩，使千太郎為單戀所苦。
在演奏中負責爵士鼓。
迎律子（聲：南里侑香）
千太郎的青梅竹馬，薰班裡的班長，臉上有雀斑的少女。有純淨明朗和溫柔的性格。與千太郎同為天主教徒。家中經營名為「Mukae唱片」的唱片店。
從小時候開始便喜歡千太郎，後來開始在意薰，並喜歡上薰。在短篇集中和薰結婚，並懷有身孕。
深堀百合香（聲：遠藤綾）
东高学生，是比薫、千太郎、律子高一个年级的学姐。参加学校的美术部。一次偶然的机会為千太郎搭救，从而认识了薫等人。
虽然是千金小姐，但是性格活泼，充满好奇心。虽然对别人都较为亲切，实际上保持着适当冷静的距离。相比较和千太郎聊天，更希望倾听淳一的事情。
後來和淳一私奔到東京。
桂木淳一（聲：諏訪部順一）
千太郎亲切地称他为“淳哥”，是千太郎憧憬的对象。从小就和千太郎、律子是朋友，目前在东京上大学。
每次回家都会去一趟Mukae Record，与千太郎他们一起练习爵士。在乐队中担任小号。喜欢百合香。
曾參與70年代日本學運。失敗後和百合香一起離開九州開展新生活。

### 高中生
丸尾重虎（聲：村瀨步）
薰的同班同學，戴著眼鏡、身材矮小微胖。參加業餘無線通訊社，曾邀薰加入但被拒絕。受到哥哥喜愛The Ventures的影響，擅長彈吉他。在畢業時被時枝告白。
松岡星兒（聲：岡本信彥）
升上2年級時與千太郎同班。喜歡唱歌，將來想成為歌星因而不太講方言；曾邀請千太郎加入自己所組的樂團。
山岡龍之介（聲：山口翔平）
有錢的少爺。初時曾帶頭欺負剛轉學過來沒多久的薰而被千太郎打斷門牙。後期加入星兒所組的樂團。
時枝
2年級時與薰和律子同班。喜歡丸尾並在畢業時向其告白。

### 大學生
室井（聲：鈴村健一）
淳一的爵士樂知己，演奏薩克斯風。因為淳一的演説而投入學生運動，在一次與鎮暴警隊衝突中兩手骨頭碎裂，無法再演奏。
有田勳（聲：櫻井孝宏）
學生運動的領導者，被警察逮捕後將一切託付給淳一。

### 其他
迎勉（聲：北島善紀）
律子的父親。經營名為「Mukae唱片」的唱片店。喜歡爵士樂，在店的地下有練習用的隔音室。在演奏中負責低音提琴。
小夜子（聲：本田貴子）
薰的母親。農家出身的身份被西見家視為恥辱，因而在薰年幼時便離開西見家，現在名為「藍蝶」的店裡擔任歌者。
幸子、康太、太一、千惠（聲： 宮本侑芽（幸子）、華山梨彩（康太）、岩崎愛（太一））
千太郎的妹妹和弟弟們。
麻里子（聲：佐藤亞美菜（AKB48））
薰的堂姐妹。

## 出版書籍
| 集數   | 小學館         | 小學館                 | 尖端出版社     | 尖端出版社            |
| 集數   | 發售日期       | ISBN                   | 發售日期       | EAN / ISBN            |
| ------ | -------------- | ---------------------- | -------------- | --------------------- |
| 1      | 2008年4月25日  | ISBN 978-4-09-131670-7 | 2010年5月22日  | EAN 471-7702-22787-6  |
| 2      | 2008年10月10日 | ISBN 978-4-09-132174-9 | 2010年6月23日  | EAN 471-7702-22788-3  |
| 3      | 2009年3月10日  | ISBN 978-4-09-132268-5 | 2010年10月16日 | EAN 471-7702-23056-2  |
| 4      | 2009年8月10日  | ISBN 978-4-09-132626-3 | 2012年4月7日   | EAN 471-7702-23057-9  |
| 5      | 2010年1月8日   | ISBN 978-4-09-133019-2 | 2012年10月22日 | EAN 471-7702-23535-2  |
| 6      | 2010年6月10日  | ISBN 978-4-09-133198-4 | 2013年9月17日  | EAN 471-7702-23536-9  |
| 7      | 2011年2月10日  | ISBN 978-4-09-133650-7 | 2013年10月22日 | EAN 471-7702-25249-6  |
| 8      | 2011年11月10日 | ISBN 978-4-09-134115-0 | 2018年6月22日  | EAN 471-7702-25250-2  |
| 9      | 2012年4月26日  | ISBN 978-4-09-134465-6 | 2018年6月22日  | ISBN 978-957-108088-8 |
| 番外篇 | 2012年11月9日  | ISBN 978-4-09-134793-0 |                |                       |

導讀手冊
《坂道のアポロン Official Fan Book》2012年11月9日發售、ISBN 978-4-09-134829-6

### 相關書籍
電視動畫
《坂道のアポロン オフィシャルログブック》学研出版刊
2012年9月25日發售、ISBN 978-4-05-4054820
真人電影
原作：小玉由起、脚本：髙橋泉、著：豊田美加 《映画 坂道のアポロン》（小說）小学館文庫刊
2018年2月6日發售、ISBN 978-4-09-406492-6
原作：小玉由起、脚本：髙橋泉、著：宮沢みゆき 《映画 坂道のアポロン》（小說）小学館Junior文庫刊
2018年3月1日發售、ISBN 978-4-09-231221-0
《ピアノミニアルバム 映画 坂道のアポロン》（樂譜）Yamaha Music Media刊
2018年3月9日發售、ISBN 978-4-63-695833-1

## 原聲帶
2009年9月16日，EMI音樂日本將作品中所出現的樂曲收錄成原聲帶發行。

### 收錄曲
片頭曲「坂道のメロディ」
作詞・歌 - YUKI / 作曲・編曲 - 菅野よう子（EPICレコードジャパン）
片尾曲「アルタイル」
作詞 - 秦基博 / 作曲・編曲 - 菅野よう子 / 歌 - 秦基博 meets 坂道のアポロン（Ariora Japan / Augusta Records）
挿入曲「バードランドの子守唄」（第5話）
作詞 - B.Y.フォスター[4] / 作曲 - ジョージ・シアリング / 歌 - 手嶌葵

## 電視動畫

### 製作人員
- 原作：「坂道のアポロン」小玉由起（小學館「月刊flowers」連載）
- 監督：渡邊信一郎
- 副監督：出合小都美（第6話、第9話、第10話、第12話）
- 脚本：加藤綾子、柿原優子
- 角色設計：結城信輝
- 總作畫監督：山下喜光
- 美術監督：上原伸一
- 美術設定：上原成代
- 色彩設計：鎌田千賀子
- 編輯：廣瀬清志
- 攝影監督：武原健二
- 錄音監督：はたしょう二
- 音樂：菅野洋子
- 主製作人：山本幸治
- 製作人：尾崎紀子、小中大典
- 創意製作人：丸山正雄
- 動畫製作人：諸澤昌男、大塚学、宇田川純男
- 動畫製作：MAPPA、手塚プロダクション
- 製作：「坂道のアポロン」製作委員會

### 主題曲
片頭曲
作詞・歌：YUKI，作曲・編曲：菅野洋子（Epic Records Japan Inc.）
片尾曲
作詞：秦基博，作曲・編曲：菅野洋子，歌：秦基博 meets 坂道上的阿波羅（Ariora Japan / Augusta Records）
插入曲
歌：古川昌義
插入曲
歌：南里侑香
插入曲
歌：手嶌葵

### 各話列表
| 話數 | 日文標題                         | 中文標題             | 劇本     | 分鏡       | 演出       | 作畫監督                                  |
| ---- | -------------------------------- | -------------------- | -------- | ---------- | ---------- | ----------------------------------------- |
| #1   | （Moanin'）                      | 呻吟                 | 加藤綾子 | 渡邊信一郎 | 出合小都美 | Cindy H.Yamauchi                          |
| #2   | （Summertime）                   | 夏日                 | 柿原優子 | 別所誠人   | 清水久敏   | 山田勝哉                                  |
| #3   | （Some Day My Prince Will Come） | 我的王子將在某天到來 | 加藤綾子 | 小寺勝之   | 菅原静貴   | 中村路之将                                |
| #4   | （But Not for Me）               | 但不為我             | 柿原優子 | 篠原俊哉   | 青井小夜   | 秋田學 田頭真理恵                         |
| #5   | （Lullaby of Birdland）          | 鳥園搖籃曲           | 加藤綾子 | 宮繁之     | 山岡實     | 青木一紀                                  |
| #6   | （You Don't Know What Love Is）  | 你不懂什麼是愛       | 柿原優子 | 宍戶淳     | 宍戶淳     | 安彦英二                                  |
| #7   | （Now's the Time）               | 就是現在             | 加藤綾子 | 松尾衡     | 出合小都美 | Cindy H.Yamauchi                          |
| #8   | （These Foolish Things）         | 這些可笑的事物       | 柿原優子 | 二村秀樹   | 清水久敏   | 菊池聰延 大城美幸                         |
| #9   | （Love Me or Leave Me）          | 愛我或離開我         | 加藤綾子 | 梅本唯     | 梅本唯     | 吉田正幸                                  |
| #10  | （In a Sentimental Mood）        | 多愁善感的心緒       | 柿原優子 | 山崎光惠   | 山岡實     | 山崎愛、秋田學 山田勝哉、Cindy H.Yamauchi |
| #11  | （Left Alone）                   | 獨自離去             | 加藤綾子 | 出合小都美 | 出合小都美 | 安彥英二 山田步                           |
| #12  | （All Blues）                    | 盡是藍調             | 柿原優子 | 渡邊信一郎 | 渡邊信一郎 | 山田勝哉 Cindy H.Yamauchi                 |

### 播放電視台
日本深夜動畫：下文記載的日本国内播放時間使用日本標準時間（UTC+9）表示。因為部分時間标识會採用30小时制，因此請留意这类超过24:00的时间，其實際播放時間為翌日清晨。
| 播放地區   | 播放電視台   | 播放日期                | 播放時間（UTC+9）          | 備註   |
| ---------- | ------------ | ----------------------- | -------------------------- | ------ |
| 關東廣域圈 | 富士電視台   | 2012年4月12日 - 6月28日 | 星期四 24時45分 - 25時15分 | 製作局 |
| 中京廣域圈 | 東海電視台   | 2012年4月12日 - 6月28日 | 星期四 26時05分 - 26時35分 |        |
| 佐賀縣     | 佐賀電視台   | 2012年4月13日 -         | 星期五 25時05分 - 25時35分 |        |
| 福岡縣     | 西日本電視台 | 2012年4月13日 -         | 星期五 26時05分 - 26時35分 |        |

## 外部連結
- SoundTown JAZZ / 坂道のアポロン　オリジナル・サウンドトラック（日語）
- アニメ「坂道のアポロン」公式サイト（页面存档备份，存于）（日語）
- 響 - HiBiKi Radio Station -「坂道のアポロン〜ムカエレコード・地下スタ通信〜」番組詳細（页面存档备份，存于）（日語）
- ナタリー - [Power Push 坂道のアポロン]（页面存档备份，存于）（日語）